# Tetratoma fuscoguttata
Tetratoma fuscoguttata es una especie de coleóptero de la familia Tetratomidae.

## Distribución geográfica
Habita en Nepal.